# James Peebles
James Peebles ili Phillip James Edwin Peebles (Winnipeg, 25. travnja 1935.), kanadsko-američki astrofizičar. Doktorirao (1962.) na Sveučilištu Princeton, gdje je i radio. Bavio se kozmologijom, prvotnom nukleosintezom, mikrovalnim pozadinskim zračenjem i tamnom tvari. Postavio je teorijski okvir oblikovanja i razvoja galaktika. Ranih 1970-ih pokrenuo je prve računalne simulacije nastanka svemirskih struktura. Napisao je udžbenike Fizikalna kozmologija (eng. Physical Cosmology, 1971.), Struktura svemira u velikom razmjeru (eng. The Large-Scale Structure of the Universe, 1980.), Načela fizikalne kozmologije (eng. Principles of Physical Cosmology, 1993.). Član je Američke akademije umjetnosti i znanosti (od 1977.), Kraljevskog društva (eng. Royal Society) od 1982., Nacionalne akademije znanosti SAD-a (od 1988.). Za doprinos razumijevanju evolucije svemira, položaja Zemlje u svemiru i za teorijska otkrića u fizikalnoj kozmologiji dobio je Nobelovu nagradu za fiziku (2019.). Iste su godine nagrađeni i M. Mayor i D. Queloz. Po njem je nazvan asteroid ili planetoid (18242 Peebles).

## Kozmologija
Kozmologija je grana astronomije koja se bavi porijeklom, svojstvima i razvojem svemira u cjelini. Kozmologija ima dodirnih točaka s fizikom, filozofijom, pa čak i s teologijom, jer pokušava objasniti zašto je svemir upravo takav kakav jest. Mitovi o stvaranju, koji su postojali kod svih starih naroda, primjeri su pradavnih kozmologija. Današnja kozmologija se čvrsto zasniva na danas poznatim zakonima fizike.

## Pozadinsko zračenje
Pozadinsko zračenje je elektromagnetsko zračenje cijele nebeske sfere, koje se sastoji od zračenja nerazlučenih zvijezda i galaktika, te od zračenja međuzvjezdanog i međugalaktičkoga plina. Spektar je pozadinskoga zračenja neprekidan, a maksimum postiže u području mikrovalova (valne duljine oko 1 mm). Kozmičko mikrovalno pozadinsko zračenje odgovara spektru toplinskoga zračenja crnoga tijela pri temperaturi od 2,72548 K ± 0,00057 K. Otkrili su ga A. A. Penzias i R. W. Wilson 1965. i ono potvrđuje teoriju velikoga praska prema kojoj mikrovalno pozadinsko zračenje (reliktno zračenje) potječe iz doba približno 379 000 godina nakon velikog praska, kada se temperatura plina snizila na približno 3 000 K, pa su se stvorili neutralni atomi vodika. Ionizirani plin prethodnih doba nije bio proziran. Raspodjela izvora toga zračenja na nebeskoj sferi (pozadinska anizotropija) odražava raspored tvari u trenutku kada je svemir postao proziran. Drži se da je od tih početnih odstupanja u jednolikoj gustoći nastala današnja struktura svemira.

## Galaktike
Galaktika ili galaksija (prema grč. galacticus od grč. γαλαϰτıϰός: mliječni; čime se mislilo na galaktiku Mliječni put) je velika nakupina zvijezda, međuzvjezdane tvari i tamne tvari koju na okupu održava gravitacija. Smatra se da se u središtima većine galaktika nalaze supermasivne crne rupe. Promjer je galaktike od 5 000 do 500 000 svjetlosnih godina. Patuljaste galaktike sadrže nekoliko desetaka milijuna zvijezda, a divovske do 1014 zvijezda. Galaksije također mogu sadržavati mnogostruke zvjezdane sustave, zvjezdane skupove i raznovrsne međuzvjezdane oblake. Sunce je jedna od zvijezda u galaktici zvanoj Mliječni put. U Sunčevu sustavu nalazi se Zemlja i ostala nebeska tijela koja se kreću u putanjama oko Sunca.

## Tamna tvar
Tamna tvar je naziv za tvar u svemiru koja ne emitira niti reflektira elektromagnetsko zračenje, zbog čega je ne možemo vidjeti. Njeno postojanje astronomija je dokazala posredno, promatranjem učinka tamne tvari na druge, lakše uočljive, objekte. Poznavanje količine tamne tvari u svemiru omogućilo bi bolje razumijevanje kako dosadašnjeg tako i budućeg razvoja svemira. Nekoliko timova astronoma u potrazi je za kratkotrajnim bljeskovima koje uzrokuju masivna nebeska tijela u našoj Galaksiji. Već je poznato da spiralne i eliptične galaksije plivaju u velikim haloima tamne tvari, međutim još se ne zna točan raspored tamne tvari. Gibanje Magellanovih oblaka, satelitskih galaktika Mliječne staze, upućuje na činjenicu da se halo proteže čak i iza ovih malih nepravilnih galaksija, čak 300 000 gs od središta galaksije, dok neki podaci govore i o 600 000 gs. S obzirom na to da je Andromedina galaksija udaljena nešto manje od 3 milijuna gs, čini se da veći dio puta zauzimaju haloi ovih galaksija. Teško je odrediti da li se tamna stvar pojavljuje samo tamo gdje ima i svijetle tvari, jer je tamnu tvar nemoguće detektirati ako nema obližnje svijetle tvari na koju djeluje. Kozmolozi izražavaju gustoću svemira u jedinicama zvanim Ω (omega). Vidljive tvari u svemiru nema mnogo, tek oko Ω = 0,05. Neki teoretičari smatraju da je ukupna gustoća svemira Ω = 1, što znači da tamne tvari mora biti oko Ω = 0,95. To bi značilo da je 95% mase svemira tamno. Realističnije teorije postavljaju gornju granicu gustoće svemira na Ω = 0,4, pa bi tamne tvari trebalo biti oko Ω = 0,35. Čak i u tom slučaju velik dio mase svemira ostaje nepoznat.